# Terézia Vansová
Terézia Zuzana Vansová nacida Medvecká, seudónimos Johanka Georgiadesová, Milka Žartovnická y Nemophila (1857–1942) fue una escritora y editora pionera eslovaca durante el periodo del realismo. Escribió poesía en alemán y eslovaco, fundó la primera revista de mujeres eslovacas, Dennica, y escribió obras de teatro y novelas. Fue ampliamente conocida por su novela Sirota Podhradských (La huérfana de la familia Podhradský, 1889).

## Biografía
Terézia Medvecká Nació con un hermano gemelo en Zvolenská Slatina el 18 de abril de 1857. Fue la séptima hija  de Terézia (nacida Langeová) y el pastor luterano Samuel Medvecký. Tras terminar la escuela elemental, fue al colegio privado de K. Orfanides en Banská Bystrica y al de T. Fábryová en Rimavská Sobota pero como la mayoría de chicas de la época tiempo, no recibió una educación de gimnasio. No obstante aprendió a hablar con fluidez en alemán y húngaro además de en su eslovaco nativo, gracias en parte a su voraz lectura.
En 1875, al casarse con el pastor luterano Ján Vansa, la pareja se mudó a Lomnička, donde ella comenzó a escribir poesía en alemán y eslovaco. Su primer trabajo Moje piesne (Mis Canciones, 1875) fue una colección algo pesada de poemas en alemán, pero fue seguida de versos más maduros publicados en el local Karpathenpost.